# Haus Zum weißen Einhorn

Haus Zum weißen Einhorn

Das dreigeschossige Haus Zum weißen Einhorn (tschechisch U Bílého jednorožce), auch Trčka-Haus (tschechisch Trčkovský dům) genannt, befindet sich in Prag an der Ostseite des Altstädter Rings neben der Teynschule, Haus Nr. 603/15. Das Haus zählt zu den ältesten Prager Häusern und wurde auf den Fundamenten zweier romanischer Bürgerhäuser aus dem 13. Jahrhundert errichtet. Im Keller ist ein romanischer Raum aus der Zeit zwischen dem 12. und 13. Jahrhundert erhalten geblieben. Das Nachbarhaus auf dem Altstädter Ring Nr. 551/17 trägt denselben Namen. Im 15. Jahrhundert gehörte es dem Apotheker Kuneš, der hier eine Apotheke eröffnete. Im 16. Jahrhundert gingen die Häuser in den Besitz der böhmischen Adelsfamilie Trčka von Lípa über, sie ließen die Häuser zu einem Renaissancepalast umbauen. Aus dieser Zeit stammt auch der Name Trčkovský dům. Die Arkaden mit gotischem Gewölbe datieren aus der Zeit nach 1330. Das Haus hieß seit dem 18. Jahrhunderts U beránka (Zum Lamm), später U kamenného beránka (Zum steinernen Lamm). Dieser Name bezog sich auf ein Steinrelief unter dem Fenster im zweiten Stock, das einen Jungen zeigt, der ein Lamm führt. Mit der Zeit verwitterte das Relief, das Lamm verlor ein Horn, und das Hauszeichen wurde als das mythische Einhorn gedeutet.
Im Jahr 1754 wurde hier die Sängerin Josepha Duschek (geb. Hambacher) als Tochter des Apothekers Anton Hambacher geboren. Sie war mit dem Komponisten Franz Xaver Duschek verheiratet. Das Ehepaar pflegte eine Freundschaft mit Wolfgang Amadeus Mozart und beherbergte ihn während seines Aufenthaltes in Prag in ihrer Villa Bertramka. Anton Hambacher betrieb hier eine Apotheke mit dem Namen U bílého jednorožce. Dieses Hauszeichen war damals unter den Apothekern beliebt, da man glaubte, das Horn des Einhorns besitze Heilkräfte. Zu jener Zeit galt das Einhorn als ein reales Tier. Im Jahr 1770 wurde die Apotheke in das nahe gelegene Haus Nr. 551/17 am Altstädter Ring verlegt, das ebenfalls zu den ältesten Prager Häusern zählt. Dieses Haus trug ursprünglich den Namen U kamenného beránka (Zum steinernen Lamm) und wurde dann auch U Bílého jednorožce genannt.
Im Jahre 1770 erhielt das Gebäude eine spätbarocke Fassade. In der zweiten Hälfte des 19. Jahrhunderts wurde es nach Plänen des Architekten Jan Bělský im spätklassizistischen Stil umgestaltet, wobei die Spätrenaissancegiebel abgerissen und durch ein zusätzliches Stockwerk ersetzt wurden. Die Giebel wurden 1987 im Rahmen einer umfassenden Sanierung des Platzes rekonstruiert.
Heute befindet sich hier eine Galerie mit Werken von Alfons Mucha und Salvador Dalí. Das Haus ist als Kulturdenkmal der Tschechischen Republik geschützt.